# Cabeza de Griego
As ruínas da antiga cidade de Segóbriga, levantam-se no lugar conhecido como Cabeza de Griego, centro de arte visigótica, dentro de Saelices (Espanha), no século VI. Cabeza de Griego está actualmente destruída.